# 伯杰默里
伯杰默里（Pachmarhi），是印度中央邦Hoshangabad县的一个城镇。总人口11374（2001年）。

## 人口
该地2001年总人口11374人，其中男性6418人，女性4956人；0—6岁人口1414人，其中男743人，女671人；识字率75.23%，其中男性为82.02%，女性为66.44%。